# Diocesi di Siblia
La diocesi di Siblia (in latino Dioecesis Sibliana) è una sede soppressa e sede titolare della Chiesa cattolica.

## Storia
Siblia, nei pressi di Koma (Homa) nell'odierna Turchia, è un'antica sede episcopale della provincia romana della Frigia Pacaziana nella diocesi civile di Asia. Faceva parte del patriarcato di Costantinopoli ed era suffraganea dell'arcidiocesi di Laodicea.
La diocesi è documentata nelle Notitiae Episcopatuum del patriarcato di Costantinopoli fino al XII secolo.
Sono tre i vescovi attribuiti da Le Quien a questa antica diocesi: Eulalio, che partecipò al concilio di Calcedonia nel 451; Giovanni, che prese parte al secondo concilio di Nicea nel 787; e Niceforo, che fu tra i padri del concilio di Costantinopoli dell'879-880 che riabilitò il patriarca Fozio di Costantinopoli. La sigillografia ha restituito il nome del vescovo Giovanni, il cui sigillo è datato all'XI secolo.
Dal 1933 Siblia è annoverata tra le sedi vescovili titolari della Chiesa cattolica; il titolo finora non è mai stato assegnato.

## Cronotassi dei vescovi greci
- Eulalio † (menzionato nel 451)
- Giovanni † (menzionato nel 787)
- Niceforo † (menzionato nell'879)
- Giovanni † (XI secolo)